# 860

## Esdeveniments

### Països Catalans
- Primera menció de la vila d'Osor com a Auzor, referida com el lloc d'una vall on es dona un alou al monestir d'Amer.

### Món
- Constantinoble: els rus ataquen la ciutat.
- Es tradueixen a l'àrab les obres mèdiques de Galè i Hipòcrates.
- Ordoni I d'Astúries encomana el seu germanastre el govern de la marca oriental del Regne, territori que els àrabs anomenaven Al-Qila.

## Necrològiques
- 20 de desembre - Ethelbald, rei de Wessex.